# Bariumpropionat
Bariumpropionat ist das Bariumsalz der Propionsäure.

## Herstellung
Bariumpropionat kann durch Reaktion von Bariumhydroxid mit Propionsäure dargestellt werden.
{\displaystyle \mathrm {Ba(OH)_{2}+2\ C_{2}H_{5}COOH\ \longrightarrow \ (C_{2}H_{5}COO)_{2}Ba+2\ H_{2}O} }

## Eigenschaften
Bariumpropionat bildet verschiedene Hydrate: ein Monohydrat, das bei 110 °C sein Kristallwasser abgibt, ein Tri- und ein Hexahydrat.
Beim trockenen Erhitzen auf 460 °C zersetzt sich Bariumpropionat in 3-Pentanon und Bariumcarbonat.